# FX-05 Xiuhcoatl
FX-05 Xiuhcoatl (Шиукоатль) — штурмовая винтовка (автомат) разработан управлением военной промышленности Мексики (Dirección General Industria Militar Mexicana — DGIM) в 2005 году. Разработка началась в связи с необходимостью замены устаревших германских автоматических винтовок HK G3.
Назван в честь Шиукоатля, волшебного змея, одного из обличий бога огня Шиутекутли в мифологии ацтеков.

## История
В 2005 году мексиканское правительство, с точки зрения финансовой целесообразности, решило спроектировать, разработать и произвести отечественную систему штурмовых винтовок. Разработка нового оружия проводилось под управлением военной промышленности Мексики (Dirección General Industria Militar Mexicana — DGIM) для замены устаревших винтовок G3 калибра 7.61х51 НАТО, производившихся в Мексике по лицензии западногерманской компании Heckler & Koch.
Впервые широкой публике штурмовая винтовка была продемонстрирована на военном параде, посвященном Дню независимости Мексики 16 сентября 2006 года. Уже через год было налажено производство и вооружение мексиканской армии. Из-за сходства с германской винтовкой HK G36, компанией Heckler & Koch были предъявлены претензии в нарушении патентных прав. Но при более внимательном изучении представителями компании Heckler & Koch мексиканской винтовки выяснилось, что ни один из патентов не нарушен, а ко внешнему и общему конструктивному сходству юридические претензии не предъявить.
В интервью испаноязычному интернет-изданию «infodefensa.com» директор по производству DGIM Отилио Рамиреса Серрано заявил что на июль 2019 года мексиканской военной промышленностью произведено 155 000 FX-05 Xiuhcoatl.

## Конструкция
В конструкции FX-05 Xiuhcoatl используется газоотводный автомат. Газовый поршень расположен над стволом. Рукоятка взведения затвора может быть перестановлена на любую сторону оружия. Большинство деталей (цевье и складной вбок приклад, ствольная коробка, корпус ударно-спускового механизма и пистолетная рукоятка) выполнены из ударопрочного пластика.
Ударно-спусковой механизм позволяет вести стрельбу как полностью в автоматическом режиме, так и с отсечкой по три выстрела.
Конструкция поверхности ствольной коробки выполнена в виде Планки Пикатинни (англ. Picatinny rail) что позволяет устанавливать рукоятку для переноски оружия с интегрированным оптическим прицелом, либо открытый прицел с перекидным диоптрическим целиком. На боковой поверхности цевья оружия также находятся универсальные направляющие для крепления различных дополнительных приспособлений. Кроме этого предусмотрена возможность использования винтовки с подствольным гранатометом.
Автомат (штурмовая винтовка) FX-05 Xiuhcoatl оснащается пластиковыми полупрозрачными магазинами емкостью 30 патронов, имеющих специальные крепления для соединения магазинов попарно бок о бок.

### Плюсы и минусы
К достоинствам автомата FX-05 Xiuhcoatl эксперты относят: двусторонность оружия, простая конструкция, возможность использования различных прицельных приспособлений, первое серийно производимое мексиканское оружие собственной разработки.
К недостаткам можно отнести относительно большой вес и нерегулируемость приклада по длине.
Также мексиканскими военными промышленниками на основе конструкции штурмовой винтовки разработаны: укороченная версия оружия (карабин) с регулируемым прикладом; самозарядная снайперская винтовка с утяжеленным стволом; ручной пулемет.

## Галерея
- Семейство FX-05
- FX-05 Второго поколения
- FX-05 Приклад складной
- FX-05 Пистолетная рукоятка
- FX-05 Пластиковый полупрозрачный магазин
- FX-05 Планки Пикатинни